# 穩定多項式
在探討微分方程或是差分方程的特徵方程時，多項式若滿足任一個性質，即稱為穩定：
- 所有的根都在左半平面开集內。
- 所有的根都在单位圆盘开集內。

第一個條件是連續時間線性系統的穩定條件，第二個條件則是離散時間線性系統的穩定性條件。若符合第一個條件的多項式稱為赫爾維茨多項式，第一個條件的多項式則是舒爾多項式。穩定多項式常出現在控制理论中，也應用在微分方程及差分方程的數學理論中。線性时不变系统（參照线性时不变系统理论）為BIBO穩定的條件是所有有界輸入的輸出都是有界。若線性系統的特徵方程為穩定多項式，系統則為BIBO穩定系統。若是連續時間系統，其分母需為赫爾維茨多項式，若是離散時間系統，其分母需為舒爾多項式。實務上，可以透過一些稳定性判据來判斷穩定性。

## 性質
- 劳斯–赫尔维茨定理（英语：Routh-Hurwitz theorem）提供了判斷多項式是否為赫爾維茨穩定的演算法，是用劳斯–赫尔维茨稳定性判据及林纳德–奇帕特判据來實現。
- 若要測試某多項式P（次數為d）是否為舒爾穩定，將上述定理用在以下轉換後的多項式中

{\displaystyle Q(z)=(z-1)^{d}P\left({{z+1} \over {z-1}}\right)}
是在莫比乌斯变换 {\displaystyle z\mapsto {{z+1} \over {z-1}}}後的結果，將左半平面映射到開集的單位圓內。P為舒爾穩定，若且唯若Q為赫爾維茨穩定而且{\displaystyle P(1)\neq 0}。針對高次的多項式可以用其他的測驗方式（例如Schur-Cohn測試、Jury穩定性判準或是Bistritz穩定性判準）來判定，可以避免映射上的複雜計算。
- 必要條件：（實係數的）赫爾維茨穩定多項式其係數符號都相同（均為正數或是均為負數）。
- 充份條件：（實係數的）多項式{\displaystyle f(z)=a_{0}+a_{1}z+\cdots +a_{n}z^{n}}若滿足以下條件：:{\displaystyle a_{n}>a_{n-1}>\cdots >a_{0}>0,}

則多項式為舒爾穩定。
- 乘積律：二個（同樣考慮赫爾維茨穩定或舒爾穩定）多項式f及g都穩定的充份必要條件為其乘積fg穩定。

## 例子
- {\displaystyle 4z^{3}+3z^{2}+2z+1}為舒爾穩定，因為滿足充份條件。
- {\displaystyle z^{10}}為舒爾穩定（因為所有的根都為零），但不滿足充份條件。
- {\displaystyle z^{2}-z-2}不是赫爾維茨穩定（其根為-1,2），因為其違反了必要條件。
- {\displaystyle z^{2}+3z+2}是赫爾維茨穩定（其根為-1,-2）。
- 多项式 {\displaystyle z^{4}+z^{3}+z^{2}+z+1}（都是正係數），既不是赫爾維茨穩定，也不是舒爾穩定，其根為5次单位根中的4個原根

{\displaystyle z_{k}=\cos \left({{2\pi k} \over 5}\right)+i\sin \left({{2\pi k} \over 5}\right),\,k=1,\ldots ,4\ .}
注意
{\displaystyle \cos({{2\pi }/5})={{{\sqrt {5}}-1} \over 4}>0.}
這是舒爾穩定的臨界情形，因為根恰好在單位圓上，也看到上述的赫爾維茨穩定條件（根均為正）只是必要條件，不是充份條件。

## 外部連結
- Mathworld page （页面存档备份，存于）